# Rianne van Duin
Rianne van Duin (* 9. Juni 1994 in Leiden) ist eine niederländische Tischtennisspielerin.

## Karriere
Von 2015 bis 2017 spielte Rianne van Duin in der 2. deutschen Bundesliga für den Verein TTK Anröchte, seitdem steht sie bei Torpedo Göttingen unter Vertrag. Zusammen mit der Mannschaft gewann sie 2017 eine Bronzemedaille bei der Europameisterschaft. Die Niederländerin ist Linkshänderin und verwendet als Griff die europäische Shakehand-Schlägerhaltung.

## Privat
Rianne van Duin studiert in Arnhem Wirtschaftswissenschaften.

## Turnierergebnisse
| Verband | Veranstaltung              | Jahr | Ort       | Land | Einzel     | Doppel    | Mixed      | Team          |
| ------- | -------------------------- | ---- | --------- | ---- | ---------- | --------- | ---------- | ------------- |
| NED     | Europameisterschaft        | 2017 | Luxemburg | LUX  |            |           |            | 3             |
| NED     | Europameisterschaft        | 2014 | Lissabon  | POR  |            |           |            | Viertelfinale |
| NED     | World Tour                 | 2018 | Danzig    | POL  | letzte 32  | letzte 32 |            |               |
| NED     | Challenge Series           | 2017 | De Haan   | BEL  | Qual.      | letzte 32 |            |               |
| NED     | Challenge Series           | 2017 | Zagreb    | HRV  | Qual.      | letzte 32 |            |               |
| NED     | Jugend-Weltmeisterschaft   | 2012 | Hyderabad | IND  | letzte 64  | letzte 32 | letzte 64  |               |
| NED     | Jugend-Europameisterschaft | 2012 | Schwechat | AUT  | letzte 32  | letzte 64 | letzte 128 | Viertelfinale |
| NED     | Jugend-Europameisterschaft | 2011 | Kazan     | RUS  | letzte 128 | letzte 64 | letzte 64  | 10            |